# Острец (община Търговище)
Вижте пояснителната страница за други значения на Острец.
Острец е село в Североизточна България. То се намира в община Търговище, област Търговище.

## География
Селото е разположено в източната част на област Търговище, на границата ѝ с област Шумен. Релефът на землището е равнинно-хълмист. Надморската височина на Вранското равнище е 67 метра, а най-високата точка – 175 метра е връх „Чучката“, който е на изток от Острец.
Климатът на селото е умерено континентален – с горещо лято и студена зима. Селото е под влиянието на западни и северни ветрове. През ранна пролет падат много слани. Градушките са често явление. Почвите в землището на селото са черноземни, а около течението на река Врана – алувиално-ливадни.

## История
Старото име на селото е Ялъмлар. Преименувано е на 14 август 1934 г. на Острец.

## Население
Численост на населението според преброяванията през годините:
| \| Година на преброяване \| Численост \| \| --------------------- \| --------- \| \| 1934 \| 863 \| \| 1946 \| 821 \| \| 1956 \| 765 \| \| 1965 \| 721 \| \| 1975 \| 580 \| \| 1985 \| 546 \| \| 1992 \| 567 \| \| 2001 \| 484 \| \| 2011 \| 435 \| \| 2021 \| 250 \| |           |
| Година на преброяване | Численост |
| 1934 | 863       |
| 1946 | 821       |
| 1956 | 765       |
| 1965 | 721       |
| 1975 | 580       |
| 1985 | 546       |
| 1992 | 567       |
| 2001 | 484       |
| 2011 | 435       |
| 2021 | 250       |

### Етнически състав
Преброяване на населението през 2011 г.
Численост и дял на етническите групи според преброяването на населението през 2011 г.:
|                     | Численост | Дял (в %) |
| Общо                | 435       | 100.00    |
| Българи             | 72        | 16.55     |
| Турци               | 30        | 6.89      |
| Цигани              | 326       | 74.94     |
| Други               |           |           |
| Не се самоопределят |           |           |
| Неотговорили        | 3         | 0.68      |

## Забележителности
В селото има три стари кладенеца, които са действащи – „Куш пунар“, „Кавакът“ и „Паша пунар“.
Материално културно наследство
Списъкът на недвижимите културни ценности – паметници на културата – на територията на Община Търговище съгласно Закона за културното наследство включва четири обекта, намиращи се в землището на селото:
- Мостът на р. Врана и чешмата край реката (архитектурно-строителни)
- Надгробна могла в м.”Новите лозя” (археологически)
- Паметна плоча на загиналите във войните за България остречени – 1912 г., 1945 г. (исторически)

## Личности
- Славейко Димитров (р. 1933), български офицер, генерал-майор